# Hypalocrinus naresianus
Hypalocrinus naresianus är en sjöliljeart som först beskrevs av Carpenter 1884.  Hypalocrinus naresianus ingår i släktet Hypalocrinus och familjen Pentacrinitidae. Inga underarter finns listade i Catalogue of Life.